# Тунел Куцхи
Тунел Куцхи је систем тунела, лоциран 70 км северозападно од Хо Ши Мина (Сајгона), у Вијетнаму. 
Првобитна дужина тих тунела је била преко 200 км, али је само 120 км до сада сачувано. Вијет Конг је градио тунеле за време Вијетнамског рата. У њима је било је болница, кухиња, спаваћих соба, сала за састанке, и арсенала оружја. Године 1968, Вијет Конг је напао Сајгон из ових тунела. У данашње време тунели Куцхинг су туристичка дестинација.